# Fusobacterium necrophorum
Fusobacterium necrophorum è un batterio del genere Fusobacterium. È noto per essere il più comune agente eziologico della tromboflebite settica della giugulare che prende il nome di sindrome di Lemierre. Si è dimostrato essere responsabile anche di sinusiti, mastoiditi e di vari tipi di infezioni gengivali e parodontali.

## Biologia
F. necrophorum ha una forma a bastoncino ed è un anaerobio obbligato Gram-negativo; è di comune riscontro nel microbiota dell'apparato digerente di esseri umani e animali, dove in situazioni fisiologiche si comporta come un batterio commensale.

## Patogenicità
F. necrophorum è responsabile di circa il 10% delle faringiti acute, del 21% delle faringiti ricorrenti e del 23% degli ascessi peritonsillari; queste infezioni sono più frequentemente causate da virus e da streptococchi (in particolare S. pyogenes, ossia lo streptococco betaemolitico di gruppo A). F. necrophorum può causare anche meningite, trombosi della vena giugulare interna (sindrome di Lemierre), trombosi delle vene cerebrali, infezioni delle vie urinarie e alcune forme di gastroenterite.
L'81% dei casi di sindrome di Lemierre è attribuibile a questo batterio; pur trattandosi di una patologia rara, il carattere di malignità di questa sindrome impone una stretta osservazione di tutti i casi di trombosi che interessino vasi sanguigni situati caudalmente rispetto alla testa.

## Trattamento
Le infezioni da F. necrophorum sono in genere curabili con antibiotici come Augmentin (combinazione di amoxicillina e acido clavulanico) e metronidazolo; il trattamento con sola penicillina per le faringiti persistenti causate da questo batterio sembra esporre ad un aumentato rischio di recidiva dell'infezione.

## Zoonosi
F. necrophorum è responsabile di diverse zoonosi ed è stato spesso riscontrato in associazione con la candidosi equina, un'infezione micotica che interessa gli zoccoli degli equini. È anche causa di zoppia negli ovini, provocando la formazione di un flemmone all'estremità inferiore della zampa, a cui fa seguito una necrosi tissutale.
Il batterio inoltre è alla base di una forma di laringite necrotica dei bovini (chiamata "difterite dei vitelli") e della formazione di ascessi epatici nel bestiame.